# Dystrykt Lizbona
Dystrykt Lizboński (port. Distrito de Lisboa, wym. [liʒˈbo.ɐ]) – jednostka administracyjna pierwszego rzędu w środkowej Portugalii. Ośrodkiem administracyjnym dystryktu jest miasto Lizbona. Położony jest na terenie regionu Lizbona oraz regionu Alentejo, od północy graniczy z dystryktem Leiria, od wschodu z dystryktem Santarém, od południa z dystryktem Setúbal. Powierzchnia dystryktu wynosi 2800 km², zamieszkują go 2 135 992 osoby, gęstość zaludnienia wynosi 774 os./km².
W skład dystryktu Lizbońskiego wchodzi 16 gmin: 
- Alenquer
- Amadora
- Arruda dos Vinhos
- Azambuja
- Cadaval
- Cascais
- Lizbona
- Loures
- Lourinhã
- Sobral de Monte Agraço
- Mafra
- Odivelas
- Oeiras
- Sintra
- Torres Vedras
- Vila Franca de Xira